# 大仙寺 (志木市)
大仙寺（だいせんじ）は、埼玉県志木市にある曹洞宗の寺院。

## 歴史
1556年（弘治2年）、喜翁良悦によって開山された。喜翁良悦は現在のさいたま市桜区にある大泉院の第3世住職である。
当寺は度々火災に遭っている。歴代の2世・3世・4世・13世の時に遭っている。そして荒川や新河岸川にも近いことから、1910年（明治43年）の洪水にも遭い、須弥壇のところまで水に浸かったという。そのため、当寺の詳細な歴史は不明となっている。

## 交通アクセス
- 路線バス宿停留所より徒歩2分。